# Lindley Murray (Tennisspieler)
Robert Lindley Murray (* 3. November 1892 in San Francisco, Kalifornien; † 17. Januar 1970 in Lewiston Heights, New York) war ein US-amerikanischer Tennisspieler.

## Karriere
Da er beruflich stark eingespannt war, spielte er nur in seiner Freizeit Tennis. Trotzdem konnte er 1918 bei den US-amerikanischen Meisterschaften (heute US Open) in Forest Hills im Finale den großen Bill Tilden schlagen, nachdem er schon 1917 das Turnier gewonnen hatte. Nachdem er im darauffolgenden Jahr im Viertelfinale gescheitert war, trat er bei keinem großen Turnier mehr an. 1958 erfolgte die Aufnahme in die International Tennis Hall of Fame.